# Liste der Universitäten in Kamerun
Dies ist eine Liste der Universitäten in Kamerun. Die 1961 gegründete Universität Yaoundé wurde im Jahre 1993 aufgespalten. Es gibt in Kamerun acht staatliche Universitäten mit insgesamt 207.887 Studierenden im Jahr 2011. Außerdem gibt es 113 private Hochschulen mit insgesamt 36.346 Studierenden im Jahr 2011.
| Universität            | Region       | Stadt      | Universitäts- gründung | Webseite            |
| ---------------------- | ------------ | ---------- | ---------------------- | ------------------- |
| Universität Bamenda    | Nord-Ouest   | Bamenda    | 2011                   | unibda.net          |
| Universität Buea       | Sud-ouest    | Buea       | 1993                   | ubuea.cm            |
| Universität Douala     | Littoral     | Douala     | 1993                   | univ-douala.com     |
| Universität Dschang    | Ouest        | Dschang    | 1993                   | univ-dschang.org    |
| Universität Maroua     | Extrême-Nord | Maroua     | 2008                   | uni-maroua.citi.cm  |
| Universität Ngaoundere | Adamaoua     | Ngaoundéré | 1993                   | univ-ndere.cm       |
| Universität Yaoundé I  | Centre       | Yaoundé    | 1993                   | uy1.uninet.cm       |
| Universität Yaoundé II | Centre       | Soa        | 1993                   | universite-yde2.org |

## Ehemalige Universitäten
- Universität Yaoundé (1961–1993)[1]